# John Craven (1er baron Craven de Ryton)
Pour les articles homonymes, voir John Craven.
John Craven, 1er baron Craven de Ruyton (baptisé le 10 juin 1610 à St Andrew Undershaft, Londres - 1648), est un pair anglais. Il est surtout connu aujourd'hui comme le fondateur des bourses Craven à Oxford et Cambridge.

## Biographie
Il est le plus jeune fils survivant de Sir William Craven, lord-maire de Londres en 1610 et de son épouse Elizabeth Whitmore, fille de William Whitmore. William Craven (1er comte de Craven) est son frère aîné .
Il est élu député au Long Parlement de Tewkesbury en novembre 1640 lors d'une élection qui est déclarée nulle le 6 août 1641. En 1643, il est élevé à la pairie en tant que baron Craven de Ruyton dans le Shropshire par Charles Ier, qui le tenait en haute estime.
Lord Craven épouse Elizabeth, fille de William Spencer (2e baron Spencer) et petite-fille par sa mère Pénélope d'Henry Wriothesley (3e comte de Southampton), en 1643. Il est sans enfant et le titre s'éteint à sa mort en 1648.
Il est connu pour sa bienveillance et son testament contient de nombreux legs caritatifs. Le plus important est le legs de son manoir de Cancerne, Sussex, pour la dotation de quatre pauvres universitaires, deux à l'Université d'Oxford et deux à l'Université de Cambridge. Les bourses Craven existent toujours.